# Báň
Báň (deutsch Ban) ist eine Ortslage der Gemeinde Hradčany in Tschechien. Sie liegt zwölf Kilometer östlich von Poděbrady und gehört zum Okres Nymburk.

## Geographie
Báň befindet sich rechtsseitig der Cidlina am nördlichen Ufer des Žehuňský rybník auf der Ostböhmischen Tafel. Nördlich erhebt sich der Hügel Na Hřebínku (Banberg, 271 m).
Südöstlich liegt der Teich und im Osten das Waldgebiet Žehuňská obora. Westlich erhebt sich der Oškobrh (Wolfsberg, 285 m). Unmittelbar östlich des Dorfes befindet sich das Naturschutzgebiet Báň. Im Süden verläuft die Bahnstrecke Velký Osek–Trutnov, dort liegt die Bahnstation "Dobšice nad Cidlinou".
Nachbarorte sind Opočnice im Norden, Dlouhopolsko im Nordosten, Na Kopičáku und Stará Báň im Osten, Choťovice im Südosten, Žehuň, Dobšice und Libněves im Süden, Opolánky und Oškobrh im Südwesten, Kolaje im Westen sowie Srbce und Vrbice im Nordwesten.

## Geschichte
Die erste schriftliche Erwähnung des Dorfes Bania stammt aus dem Jahr 1391. Zu dieser Zeit bestand eine Feste, deren Besitzer Halda von Ban war. Nach den Herren von Ban wurde ab 1497 das Adelsgeschlecht der Bader von Augezd Besitzer der Güter. 1584 erwarb Kaiser Rudolf II. Ban und schloss es an die Herrschaft Chlumetz an. Später verlor die Feste an Bedeutung und verfiel. Zum Ende des 18. Jahrhunderts entstand am Rande der Herrschaft Chlumetz eine Siedlung, die als Neu Ban bezeichnet wurde. Der Südhang des Banberges wurde zum Weinanbau genutzt. Die landwirtschaftlichen Güter und Wälder wurden vom Gutshof Alt Ban verwaltet. Das Hegerhauses in Starý Báň wurde 1948 abgerissen.
Nach der Aufhebung der Patrimonialherrschaften bildeten Starý Báň und Nový Báň ab 1850 Ortsteile der Gemeinde Žehuň im Bezirk Poděbrady. 1949 wurde Nová und Stará Báň, die zuvor zu Žehuň gehört hatten, nach Hradčany eingemeindet. Nová Báň und Hradčany gehören heute zusammen.

## Ortsgliederung
Báň besteht aus den Ortslagen Stará Báň (Alt Ban) und Nová Báň (Neu Ban).

## Sehenswürdigkeiten
- Naturschutzgebiet Báň um den Hügel "Hügel Na Hřebínku", nördlich des Ortes
- Naturschutzgebiet Žehuňský rybník, im Südosten
- Naturschutzgebiet Kněžičky, östlich des Ortes